# انس صاری
انس صاری (عربی: أنس صاري؛ زادهٔ ۵ آوریل ۱۹۷۷) بازیکن فوتبال اهل سوریه بود.
از باشگاه‌هایی که در آن بازی کرده‌است می‌توان به باشگاه فوتبال الاتحاد (سوریه) اشاره کرد.
وی همچنین در تیم ملی فوتبال سوریه بازی کرده‌است.